# Palacio Lima Mayer
El Palacio Lima Mayer, Palacio Mayer o Palacete Mayer es una residencia ecléctica portuguesa situada en la freguesia de Santo António, municipio de Lisboa. En 1918, fue adquirido por el gobierno español y se convirtió en la Embajada de España en Portugal.

## Historia

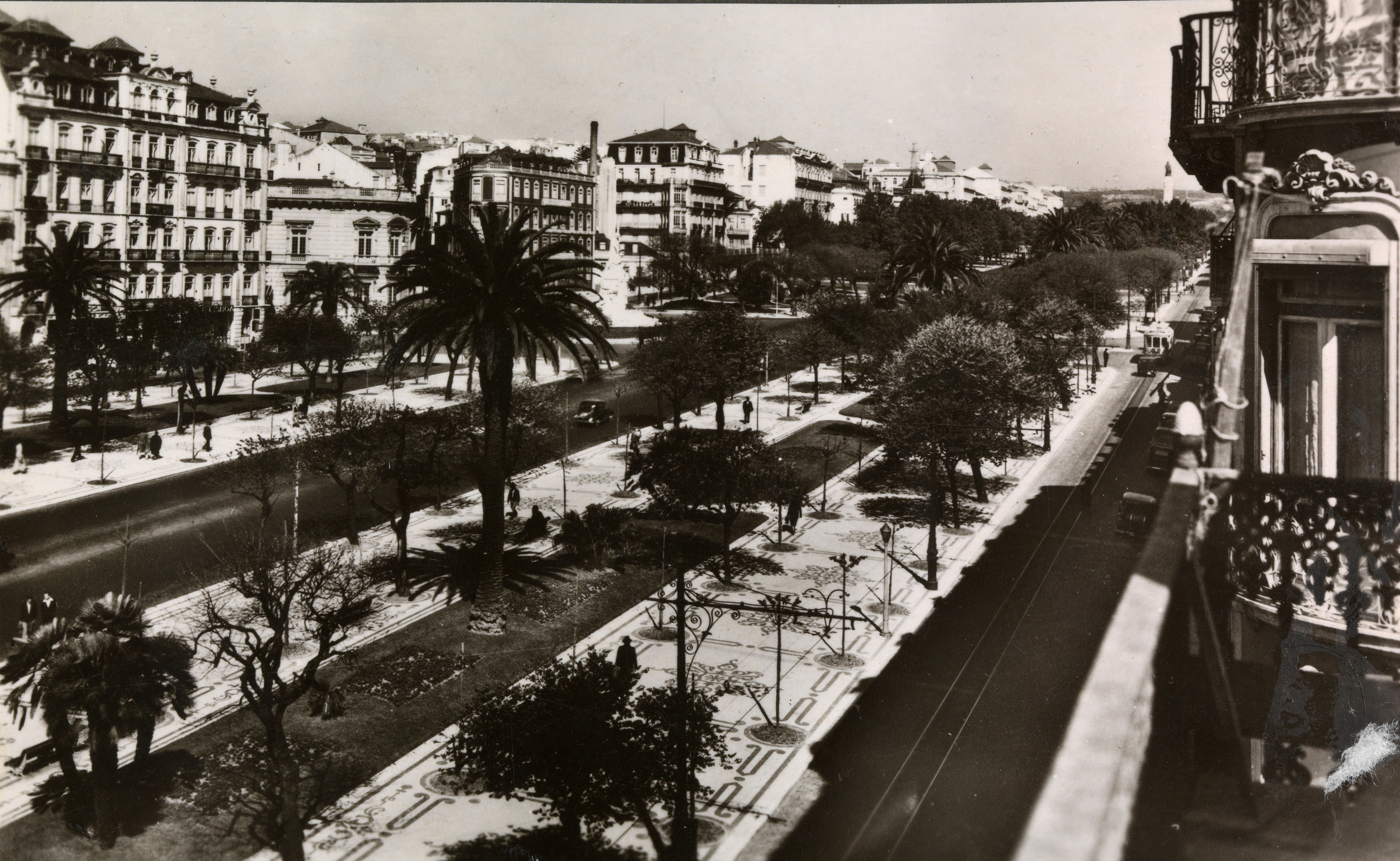
Una vista a lo largo de la Avenida da Liberdade, mostrando la esquina de Palacete Mayer (segundo por la izquierda).

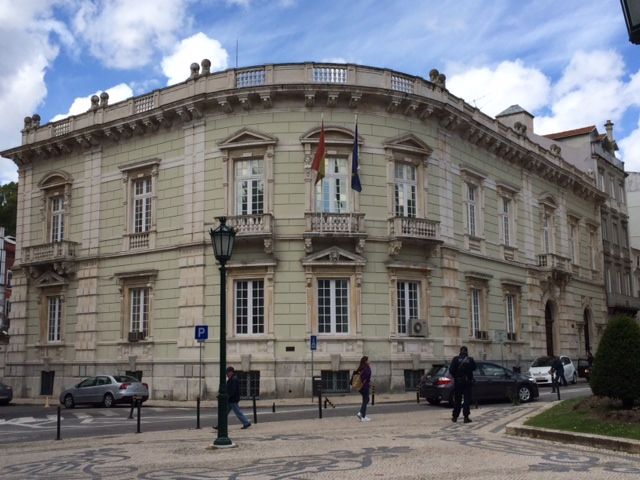
La fachada principal del Palacio Mayer, sede de la Embajada de España.

El proyecto de Nicola Bigaglia, aprobado en 1899 (después de su presentación al consejo municipal de Lisboa) y encargo de Adolfo de Lima Mayer, comenzó la construcción parcialmente con los fondos existentes. Bigaglia, un arquitecto italiano que trabajó en Portugal, en el cambio de siglo, situó el proyecto a lo largo de la Avenida da Liberdade.
En 1902 fue el primer galardonado con el Premio Valmor. La suma de 1.802$850 reales se dividió entre el propietario y el arquitecto, que donó su parte del premio al consejo municipal de Lisboa de obras públicas para beneficio de la construcción.
En 1923, Júlio de Resende Lda. inauguró el Avenida Palace Clube en el inmueble y amplió la terraza. Un par de años antes, el palacio fue ajardinado y se instaló un jardín: el Parque Mayer, junto con la alteración de las paredes. Siete años después, los servicios administrativos de la Embajada de España comenzaron a funcionar desde la palacete, después de que el edificio fuera adquirido por el Estado español: en 1945, hubo cambios internos a la antigua residencia, por el arquitecto António de Mesa Ruiz Mateos. Los cambios y las reparaciones al edificio se llevaron a cabo en 1950, 1965, 1971 y 1988.
El 22 de diciembre de 1989, el Secretario de Estado de Cultura, inició un proceso (DR293) para clasificar el edificio.

## Arquitectura

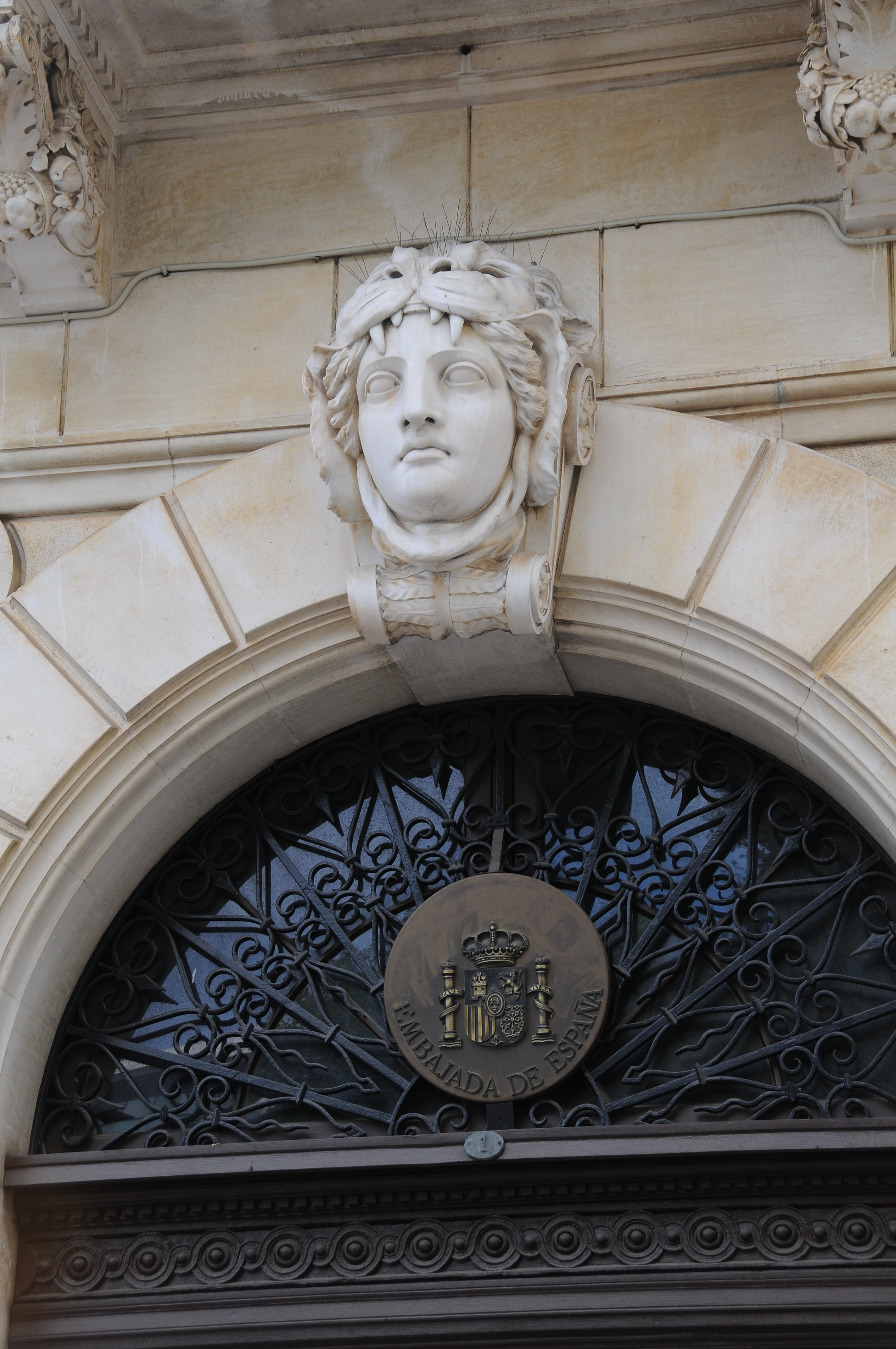
Detalle de la forma esculpida de una cabeza de mujer, con máscara de león, sobre una de las ventanas en el noreste del edificio.

El edificio de planta rectangular, consta de tres pisos separados por frisos y decoradas por los diferentes trabajos de cantería.
La elevación principal en el este, consta de seis cuerpos, separados por pilastras, caracterizados por el tipo de tratamiento: simulando una planta baja rústica y convirtiéndose en dos pilastras en el piso superior. Con luces abiertas y ritmo regular, los cuerpos se caracterizan por el diferente guarnecimiento escultórico de las fenestraciones. Las ventanas estándar en la planta baja están enmarcadas por dinteles rectos, al igual que los ventanales en el primer piso, con marcos similares. Las ventanas en el primer piso son servidas por balcones con guarda en balaustrada de cantería, coronadas por plintos triangulares y redondeados.
Los dos cuerpos al noreste incluyen la entrada con arco redondeado, mientras que algunos plintos de ventana están decorados con una cabeza de mujer, con la máscara de un león, mientras que las armas reales de España aparecen en el cuerpo del extremo noreste. Estas están coronadas, respectivamente, por ventanas decoradas en frontispicio fundado, sostenidas por cornisas antropomórficas, y servidas por una baranda y una balaustrada con zócalos.
En el cuerpo extremo, la puerta está flanqueada por dos ventanas estrechas coronadas y coronadas por dos ventanas, con balconada y balaustrada. La fachada está coronada por una cornisa sostenida por ménsulas adornadas con hojas de acanto que preceden a un simple parapeto articulado con balaustrada.
Los espacios internos están divididos y organizados a partir de dos escaleras rectas (una principal y una de servicio), directamente contiguas a las habitaciones rectangulares.